# チームでら
プロレスリング・チームでらは、愛知県名古屋市を中心に活動しているプロレス団体。プロレスリング・チームでらの前身である、でら名古屋プロレス（でらなごやプロレス）についても記述している。

## 歴史

### でら名古屋プロレス
- 2008年1月、DDTプロレスリングの高木三四郎が設立。
- 6月7日、Zepp Nagoyaで旗揚げ戦を開催。
- 2009年4月3日、代表の渋谷雅人が愛知県警察津島警察署に大麻取締法違反で現行犯逮捕された。
- 4月6日、代表の渋谷が逮捕されたことを受けて解散することを発表。
- 7月26日、中村スポーツセンターで開催する予定だった旗揚げ1周年記念大会を中止して入場無料の最終興行を開催して解散。

### プロレスリング・チームでら
- 7月27日、高井憲吾、入江茂弘、宮本武士、笠木峻が、でら名古屋プロレスの後継団体として設立。
- 9月19日、スポルティーバアリーナで旗揚げ戦を開催[1]。

## タイトル
- チームでら認定ドラツェーガー王座

## 所属選手
- 高井憲吾
- 影山道雄
- ドラゴーン
- テバサキーダー
- 台湾ラーメンマン
- ジ・インテリジェンス・センセーショナル・グランドパッションマスク4号

## 歴代所属選手
でら名古屋プロレス
- 高木三四郎（DDTプロレスリング兼任所属）

キャッチフレーズは「プロレス界のIT革命児」。現場監督を務めていた。
- 高井憲吾

キャッチフレーズは「三重の熱血泣き虫コーチ」。コーチを努めていた。
- 入江茂弘

キャッチフレーズは「ガッチリボーイ」。
- 宮本武士

キャッチフレーズは「戦う花屋」。普段は花屋に勤務している。
- 笠木峻

キャッチフレーズは「現役高校生ファイター」。普段は高校に通っている。
- 榊原渉

キャッチフレーズは「三河のプロレス王子」。2008年12月27日に引退。
- SHIGERU

キャッチフレーズは「名古屋のラストサムライ」。2008年11月21日に膝前十字靱帯を断裂して長期欠場。2009年7月26日の最終興行で笠木とのエキシビジョンマッチ（5分）が行われた。
プロレスリング・チームでら
- 宮本武士
- 笠木峻
- 入江茂弘
- 蓮香誠

## 歴代スタッフ
プロレスリング・チームでら
- 松永郁恵（リングアナウンサー）